# Friedrich Zündel
Friedrich Zündel (* 26. März 1827 in Schaffhausen; † 9. Juni 1891 in Winterthur) war ein Schweizer reformierter Theologe und Schriftsteller. 

## Leben
Friedrich Zündel, der Sohn des Bankiers Johann Conrad Zündel und der Sophie Julie, geborene Stockar, machte eine Ingenieursausbildung am Polytechnikum in Stuttgart. Die Begegnung mit Johann Christoph Blumhardt veranlasste ihn, Pfarrer zu werden. 1848 begann er mit dem Studium der evangelischen Theologie in Erlangen. Er wechselte 1850 nach Berlin. 1851 wurde er ordiniert und 1853 ins Zürcher Ministerium aufgenommen. Als Vikar war er in Wagenhausen, Winterthur und Uster tätig. Seine erste Pfarrstelle hatte er von 1853 bis 1855 in Winterthur. Er war daraufhin von 1855 bis 1859 Pfarrer in Uster, von 1859 bis 1866 in Sevelen, von 1866 bis 1874 in Oberglatt und von 1874 bis 1891 in der Freien Gemeinde am Vereinshaus in Winterthur. Mit seinen Büchern erreichte er eine grosse Lesergemeinde. Friedrich Zündel war ab 1874 verheiratet mit Emilie, der Tochter des Pfarrers Johannes Pestalozzi.

## Publikationen
- Johann Christoph Blumhardt. 1880.
- Jesus in Bildern aus seinem Leben. 1884.
- Aus der Apostelzeit. 1886.